# カフェテリア・カトリック主義
カフェテリア・カトリック主義(英語: Cafeteria Catholicism)は、カトリック信徒でありながら、カトリック教会の教義や教理に反して人工妊娠中絶、避妊、オナニー、同性愛を是認して、近代社会に適応して生きて行こうとする考え方。アメリカ合衆国では民主党にこの考えを持つ多い。反対派からはカトリックの好都合な部分だけを実践しようとする態度であると非難されている。

## 概要
1960年代に第2バチカン公会議が始まり、プロテスタント各派やマルクス主義との対話が進められ、自由主義的傾向が強められた。ところがヨハネ・パウロ2世がローマ教皇に選出されると、教会は保守的傾向を強め始めた事から、リベラル派は蔑ろにされてしまった。ヨハネ・パウロ2世は1995年に回勅『エヴァンジェリウム・ヴィテ』（『いのちの福音』）を発表し、妊娠中絶や安楽死を「死の文化」であると断定した。
1998年のマシュー・シェパード殺害事件を受けて、オバマ政権はLGBTに対する差別を禁じた「マシュー・シェパード法」を制定し、カトリック信徒であるバイデン副大統領もペロシ下院議長もこの方針を支持した。これに対してカトリック教会は明確に批判し、最も強硬な聖職者達は彼らを破門にせよと要求したが、その一方で米国内での社会政治的な影響力を失いかねないという危機感から一定の妥協はやむを得ないと主張する人々も存在する。